# Frederick Octavius Pickard-Cambridge
Frederick Octavius Pickard-Cambridge (abreviado F.O.Pickard-Cambridge o O.P.-Cambridge; 3 de noviembre de 1860, Warmwell, condado de Dorset - 9 de febrero de 1905, Wimbledon) fue un aracnólogo británico; también clérigo.
«L». Índice Internacional de Nombres de las Plantas (IPNI). Real Jardín Botánico de Kew, Herbario de la Universidad de Harvard y Herbario nacional Australiano (eds.).
Su tío, Octavius Pickard-Cambridge ( 1828 - 1917 ) era también aracnólogo, y se los confunde a menudo.
Era aborigen de Warmwell, Dorset, donde su padre era rector eclesiástico. Fue párroco en la iglesia St Cuthbert, Carlisle durante algunos años después de haber sido educado en Sherborne School, y en el Exeter College, de la Universidad de Oxford. Luego se convertiría en ilustrador profesional biológico. De 1894 a 1895 pasó varios meses en la Amazonia como naturalista a bordo del SS Faraday. Encontró mucho de interés en su viaje, y comenzó a escribir artículos en 1896, describiendo las arañas que descubrió.
Su deceso se produjo por suicidio.